# 福田夏央
福田 夏央（ふくだ なお、1999年8月30日 - ）は、福岡県福岡市出身のプロ野球選手（投手）。

## 経歴
福岡市立壱岐小学校4年生のときから城小レッドスターズで野球を始める。福岡市立壱岐中学校では城南サンボーイズでプレーしていたが、2年生のときに家族とニュージーランドに移住した。移住先の中学校ではラグビーに打ち込む。
進学したネイピア・ボーイズ高校には野球部がなく、地域のクラブブームでプレー。それまでは投手と外野手を兼任していたが、投手に専念するようになり、40歳近くの大人もいる中でプレーした。2018年にはニュージーランド初のプロ野球チームであるオークランド・トゥアタラのトライアウトに合格しているが、練習生にとどまり、プレシーズン戦での登板のみだった。
高校卒業後は本格的に野球に打ち込むため、渡米し、カンザス州の短期大学（コミュニティ・カレッジ）に進学。高校時代は130km/h前半だった球速が145km/hまで上がり、チェンジアップを習得するなど成長を見せる。アメリカの4年生大学へ編入することも考えられたが、コロナ禍の影響でニュージーランドに戻ることとなった。
ニュージーランドに戻ると、野球ニュージーランド代表のコーチ経験を持つ清水直行と出会い、その縁で清水が監督を務める日本の独立球団・琉球ブルーオーシャンズに2021年2月8日に練習生として入団。以降、日本を主戦場とすることに決めた。琉球ではのちに正式な選手契約を結び、中継ぎ投手として起用された。15試合に登板し、防御率3.45の成績を残した。同年9月末日をもって契約満了により自由契約となる。
2021年11月9日のベースボール・チャレンジ・リーグ（ルートインBCリーグ）2021ドラフト会議にて、琉球でチームメイトだった二宮衣沙貴らとともに茨城アストロプラネッツに特別合格し、2022年は茨城でプレー。茨城では中継ぎだけでなく、先発投手としても登板。23試合の登板で7勝を挙げ、チームの初の地区優勝に貢献した。同年9月16日、ニュージーランドの永住権を所持していることから同月末からパナマで開催の第5回WBC予選のニュージーランド代表に選出されたことが発表された。しかし、登板機会のないまま、チームは2敗し、予選敗退となった。2022年シーズン終了後の10月24日、茨城からの退団（自由契約）が発表された。
2023年7月10日、九州アジアリーグの宮崎サンシャインズへの入団が発表された。2シーズンプレーし、2024年11月8日に自由契約での退団が発表された。

## 選手としての特徴・人物
直球の最速は147km/h。変化球はカーブ、カット、チェンジアップを投げるが、中でも短期大学で身に着けた、シンカーのように外に逃げるチェンジアップを生命線とする。
両親は日本人。中学時代から過ごしたニュージーランドの永住権を所持しており、英語を話すことができる。
憧れの投手はマックス・シャーザー。

## 詳細情報

### 独立リーグでの年度別投手成績
| 年 度    | 球 団    | 登 板 | 先 発 | 完 投 | 完 封 | 無 四 球 | 勝 利 | 敗 戦 | セ 丨 ブ | ホ 丨 ル ド | 勝 率 | 打 者 | 投 球 回 | 被 安 打 | 被 本 塁 打 | 与 四 球 | 敬 遠 | 与 死 球 | 奪 三 振 | 暴 投 | ボ 丨 ク | 失 点 | 自 責 点 | 防 御 率 | W H I P |
| -------- | -------- | ----- | ----- | ----- | ----- | -------- | ----- | ----- | -------- | ----------- | ----- | ----- | -------- | -------- | ----------- | -------- | ----- | -------- | -------- | ----- | -------- | ----- | -------- | -------- | ------- |
| 2022     | 茨城     | 23    | 15    | 1     | 0     | 0        | 7     | 5     | 0        | 0           | .583  | 384   | 88.0     | 86       | 5           | 45       | -     | 9        | 50       | 9     | 0        | 46    | 40       | 4.09     | 1.49    |
| 2023     | 宮崎     | 11    | 4     | 1     | 0     | 0        | 0     | 2     | 0        | 0           | .000  | 155   | 28.0     | 49       | 3           | 21       | -     | 4        | 11       | 4     | 1        | 39    | 29       | 9.32     | 2.50    |
| 2024     | 宮崎     | 13    | 8     | 0     | 0     | 0        | 0     | 6     | 0        | 0           | .000  | 219   | 40.2     | 50       | 3           | 42       | -     | 6        | 30       | 11    | 0        | 40    | 34       | 7.52     | 2.26    |
| BCL：1年 | BCL：1年 | 23    | 15    | 1     | 0     | 0        | 7     | 5     | 0        | 0           | .583  | 384   | 88.0     | 86       | 5           | 45       | -     | 9        | 50       | 9     | 0        | 46    | 40       | 4.09     | 1.49    |
| KAL：2年 | KAL：2年 | 24    | 12    | 1     | 0     | 0        | 0     | 8     | 0        | 0           | .000  | 374   | 68.2     | 99       | 6           | 63       | -     | 10       | 41       | 15    | 1        | 79    | 63       | 8.26     | 2.36    |

- 2024年シーズン終了時

### 背番号
- 35 （2021年）
- 42 （2022年）
- 48 （2023年7月10日 - 2024年）

### 代表歴
- 2023 ワールド・ベースボール・クラシック・ニュージーランド代表